# 克滕县
51°44′55″N 11°58′09″E / 51.74861°N 11.96917°E
克滕县（德語：Landkreis Köthen）是德国萨克森-安哈尔特州的旧县，已于2007年并入安哈尔特-比特费尔德县。